# باکار اندوم
باکار اندوم (به انگلیسی: Bacar N’Dum) یک کشتی‌گیر آزادکار اهل کشور گینه بیسائو است. وی سابقه حضور در المپیک ۲۰۲۴ پاریس را دارد.  